# Gorge de la Partnach
La gorge de la Partnach, en allemand Partnachklamm, est une curiosité géologique en Allemagne qui consiste en une longue et étroite gorge creusée dans des couches calcaires du massif du Wetterstein par la Partnach, un affluent mineur du Danube s'écoulant dans les Préalpes orientales septentrionales.
Elle constitue un monument naturel depuis 1912.

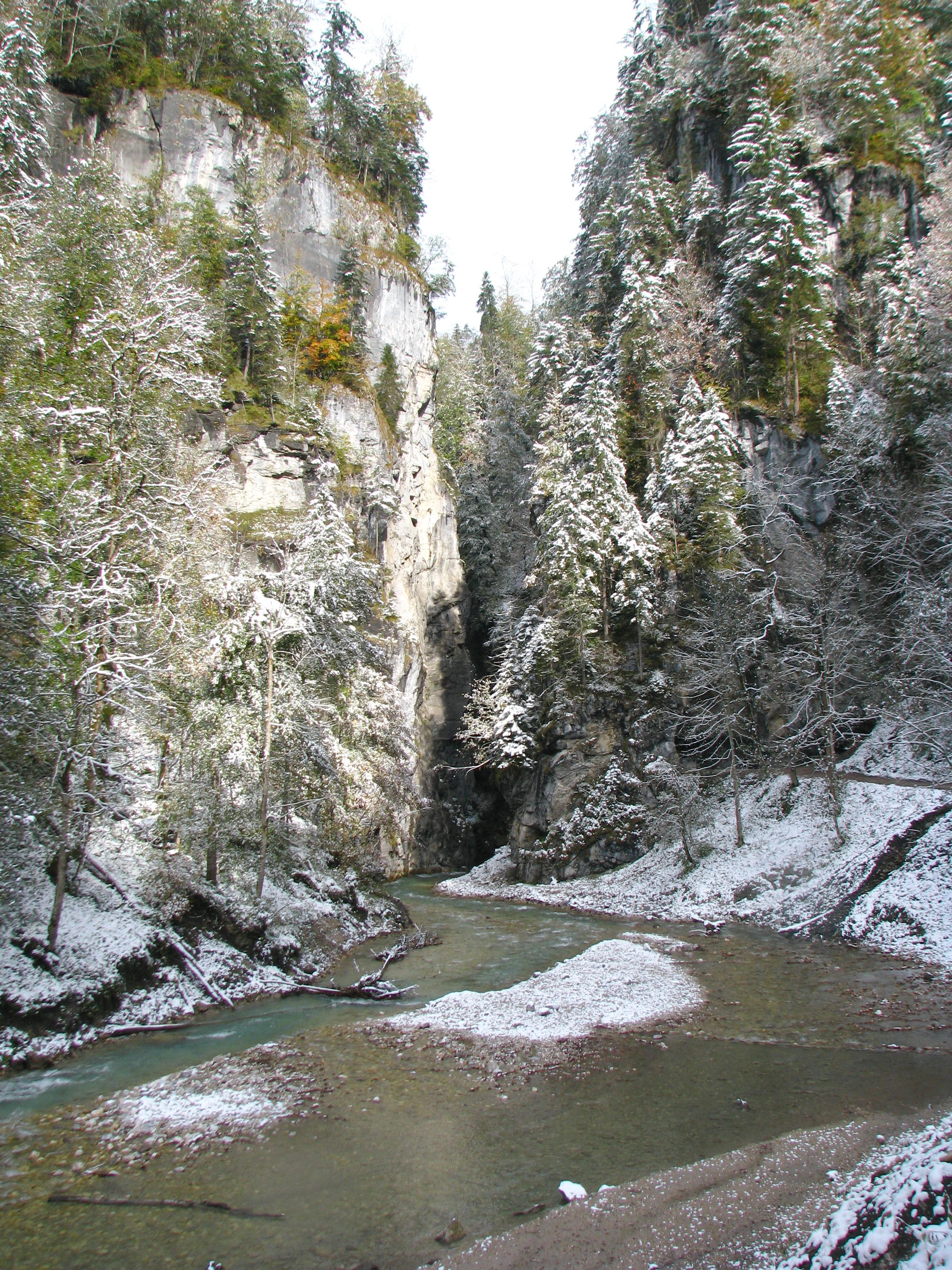
Vue de l'entrée de la gorge de la Partnach en hiver.

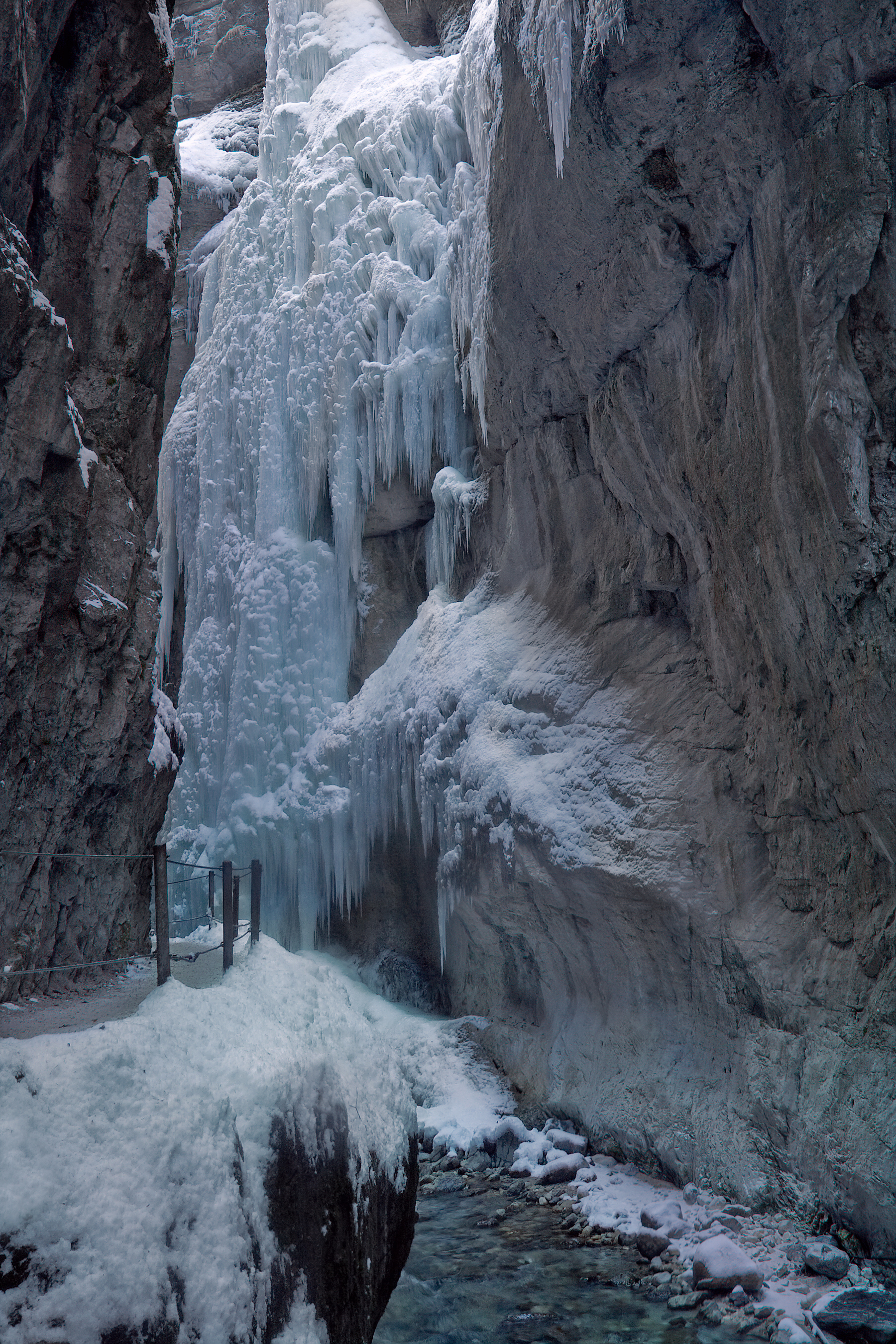
Vue de l'intérieur de la gorge de la Partnach en hiver.